# بلک‌بوک
بلک‌بوک (انگلیسی: BlackBook) یک مجله هنری و فرهنگی است که دوبار در سال به صورت چاپی و آنلاین منتشر می‌شود. این مجله شامل موضوعاتی چون هنر، موسیقی، ادبیات، سیاست، فرهنگ مردمی و راهنمای سفر است.